# Joaquín Ramos Vera
Joaquín Ramos Vera (Guadix, 1935 - Madrid, 2022), va ser un periodista de Radio Nacional de España, i una de les veus del NO-DO a partir de 1964.
Va iniciar-se en el periodisme a La Voz de Guadix, i el 1960 va entrar a RNE, on presentà Radiogaceta de los deportes i arribà a ser cap de la secció d'esports. Com a locutor va ser veu del NO-DO i narrà competicions esportives com els mundials de futbol o els Jocs Olímpics, així com diversos esdeveniments d'estat com el funeral de Franco.